# Qatar Masters Open (escacs)
Qatar Masters Open és un torneig d'escacs obert que té lloc a la ciutat de Doha, a Qatar. La primera edició tingué lloc el 2014.

## Edicions

### 2014
El gran torneig obert del 2014 es va jugar entre els dies 25 de novembre i 5 de desembre, amb la participació de 159 jugadors entre els quals destacaren Vladímir Kràmnik, Maxime Vachier-Lagrave, Xakhriar Mamediàrov, Anish Giri, Aleksei Xírov, Gata Kamsky, Pentala Harikrishna i Pàvel Eliànov. Aquesta edició va comptar amb els Grans Mestres Magnus Carlsen, Fabiano Caruana, Viswanathan Anand i Levon Aronian. El total de premis va ser de 110.000 dòlars, i els primers classificats obtindrien: 25.000 dolars pel primer, 15.000 pel segon, 10.000 el tercer, 7.000 el quart, 6.000 el cinquè, 5.000 el sisè, 4.000 el setè i 3.000 el vuitè.

### 2015
L'edició del 2015 comptà amb la participació de 77 GM inclosos alguns dels millors del món com Magnus Carlsen, Vladímir Kràmnik, Anish Giri, Wesley So o Vassil Ivantxuk, així com quatre de les excampiones del món Hou Yifan, Aleksandra Kosteniuk, Antoaneta Stéfanova i Anna Uixénina. La mitjana d'Elo dels 141 participants for de 2526. Només és permès jugadors amb Elo més gran de 2300 punts.

## Quadre d'honor
| # | Any     | Campió         | subcampió  | tercer           |
| - | ------- | -------------- | ---------- | ---------------- |
| 1 | 2014[3] | Yu Yangyi      | Anish Giri | Vladímir Kràmnik |
| 2 | 2015[4] | Magnus Carlsen | Yu Yangyi  | Vladímir Kràmnik |